# Izazi
Izazi è una circoscrizione rurale (rural ward) della Tanzania situata nel distretto rurale di Iringa, regione di Iringa. Conta una popolazione di 8 764 abitanti (censimento 2022).